# ناتالی دارویتس
ناتالی رز دارویتس (انگلیسی: Natalie Rose Darwitz؛ زادهٔ ۱۳ اکتبر ۱۹۸۳) بازیکن هاکی روی یخ اهل ایالات متحده آمریکا است.